# Auguste Frotiée
Auguste Frottiée, né le 10 février 1860 à Annet-sur-Marne et mort le 31 octobre 1939 à Trancrainville est un général de brigade français.

## Biographie
Frottiée naît comme fils d'un cultivateur. Il s'engage comme élève de l'école spéciale militaire de Saint-Cyr en 1880 et sort de la promotion des Kroumirs en 1882 comme sous-lieutenant. En janvier 1886, il est affecté au 12e régiment de hussards et un an plus tard lieutenant au 18e régiment de chasseurs. En 1888-89, il suit la formation de l'École de cavalerie et est détaché fin 1890 comme lieutenant-instructeur à l'École spéciale militaire de Saint-Cyr.
Il est promu capitaine, en juillet 1893, et affecté au 5e régiment de chasseurs ; capitaine en second le 9 juillet 1893 ; dont il devient instructeur en 1896. En juin 1894, il est placé hors cadre et mis à disposition du ministère des Colonies et détaché à la Colonne expéditionnaire du Haut-Oubangui de juillet 1894 à mai 1895. En juillet 1985, il redevient capitaine en second, puis un an après capitaine-instructeur au 5e régiment de chasseurs. Il est replacé hors cadre et mis à disposition du Ministère des Colonies en octobre 1898 et envoyé à Kayes, comme capitaine à l'État-major au Soudan français. Il est rapatrié en mars 1901 au 2e régiment de hussards, puis nommé capitaine commandant du 3e régiment de hussards le 16 mai. Le 30 décembre 1901, il est promu chef d'escadron du 4e régiment de hussards (Meaux). Il est désigné pour le cours pratique de l'École d'application de cavalerie en 1906. Il est promu colonel le 27 mars 1911 et prend le commandement du 12e régiment de chasseurs à Saint-Mihiel.
Auguste Frottiée terminera sa carrière promu général de brigade de cavalerie le 21 avril 1915, d'abord de la 1re, puis la 2e brigade de chasseurs d'Afrique, ensuite une brigade de cavalerie de l'Armée française d'Orient (de novembre 1915 au 18 août 1916). En juillet 1917, il est créé commandeur de la Légion d'honneur alors qu'il est général de brigade, commandant du Territoire militaire de Koritza (Albanie), où il commandait une brigade mixte de l'Armée française d'Orient, chargée d'aider l'Armée serbe à contenir l'avancée bulgare.
En juin 1919, il est signalé comme commandant de la subdivision de Nîmes dans la 15e région militaire.

## Décorations
- Commandeur de la Légion d'honneur : chevalier (11/7/1899), officier (13/7/1915), commandeur (10/7/1917)
- Médaille coloniale

## Généalogie
- Il est fils de Robert Frottiée (1820-1910) et de Florence Souhaité (1826-1896) ;
- Il épouse en 1901 Marguerite Julien (1876-1962), dont :
  - Robert (1902-1982), ingénieur x 1928 Jeanne-Marie Lafontaine (1904-1968) ;
  - Jacques (1905-1984), maréchal des logis.